# Ludwig Beckhaus (Verwaltungsjurist)
Ludwig Beckhaus (* 22. Juni 1887 in Hofgeismar; † 11. November 1957 in Bremen) war ein deutscher Verwaltungsjurist. Im Freistaat Preußen war er Landrat.

## Leben
Beckhaus war der zweite Sohn von Ludwig Friedrich Franz Beckhaus, Landrat und später Vizepräsident des Rechnungshofs des Deutschen Reiches. Er studierte Rechtswissenschaften an der Universität Grenoble, der Georg-August-Universität Göttingen und der Friedrich-Wilhelms-Universität zu Berlin. 1907 wurde er im Corps Bremensia Göttingen aktiv. Die Universität Jena promovierte ihn 1913 zum Dr. iur.
Von 1923 bis 1929 war er Landrat im Kreis Lennep in der Rheinprovinz. Im Mai 1930 war er vertretungsweise Landrat im Kreis Ostprignitz in der Provinz Brandenburg. Dann war er 15 Jahre, von 1930 bis 1945, Landrat im Landkreis Köslin in der Provinz Pommern. Von 1951 bis 1956 wirkte er in der Bremischen Evangelischen Kirche als stellvertretender Leiter der Kirchenkanzlei.